# Lijst van rijksmonumenten in Groningen (gemeente)

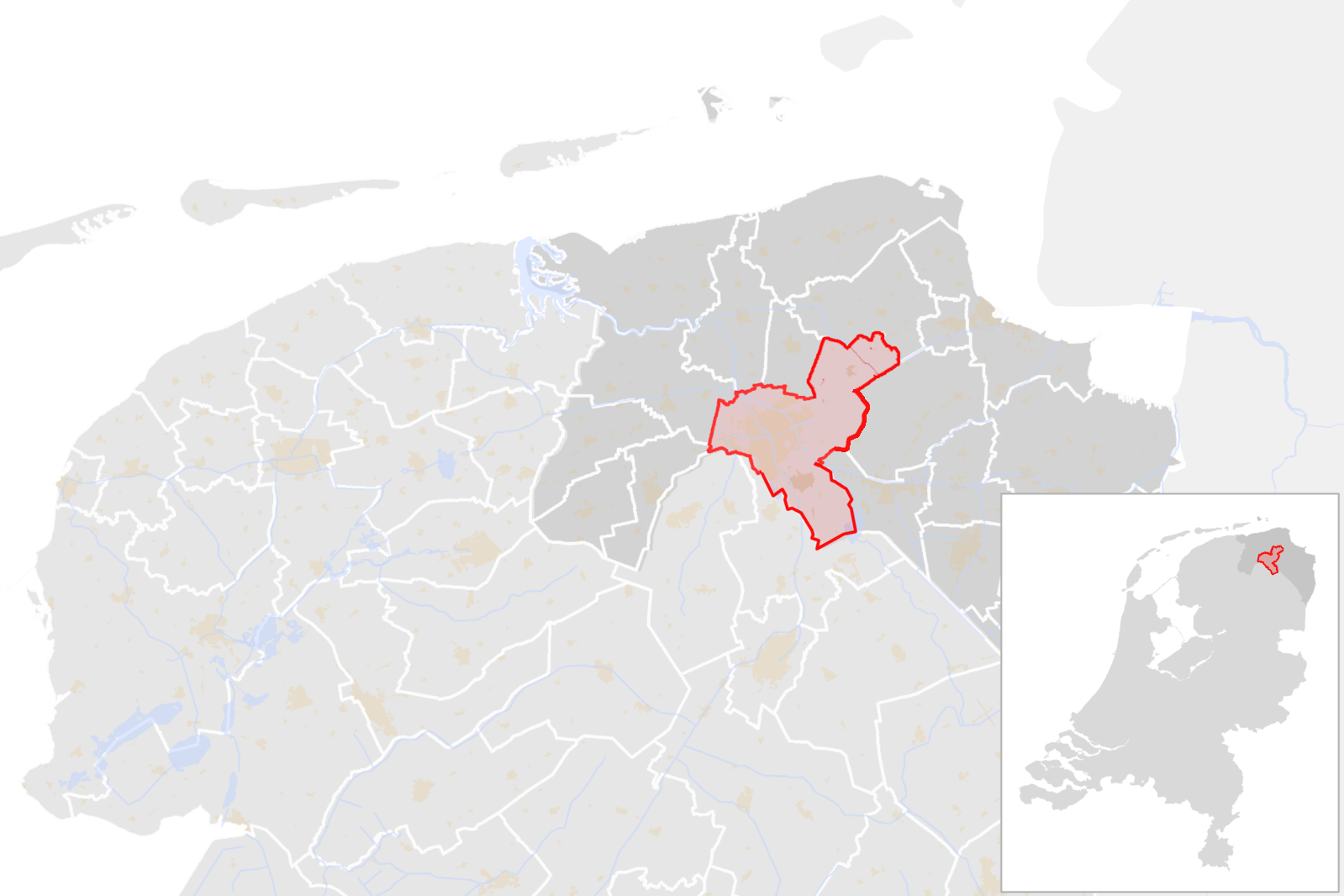
De gemeente Groningen

De gemeente Groningen telt 861 inschrijvingen in het rijksmonumentenregister. Hieronder een overzicht. Voor een overzicht van alle beschikbare afbeeldingen zie de categorie Rijksmonumenten in Groningen (stad) op Wikimedia Commons.

## Dorkwerd
De plaats Dorkwerd telt 4 inschrijvingen in het rijksmonumentenregister.
| Object                                                            | Oorspronkelijke functie? | Bouwjaar                                                        | Architect | Locatie                | Coördinaten?                  | Nr.?  | Afbeelding          |
| ----------------------------------------------------------------- | ------------------------ | --------------------------------------------------------------- | --------- | ---------------------- | ----------------------------- | ----- | ------------------- |
| Hervormde kerk                                                    | Kerk en kerkonderdeel    | oorspr. ca. 1200 1648 (herb.) 1869 (toren) 1875 (bepleistering) |           | Hogeweg 2              | 53° 15' 2" NB, 6° 30' 43" OL  | 18752 | Meer afbeeldingen   |
| Grote kop-hals-rompboerderij met voorhuis met afgewolfde topgevel | Boerderij                | 1731                                                            |           | Zijlvesterweg 14       | 53° 15' 0" NB, 6° 30' 40" OL  | 18753 | Meer afbeeldingen   |
| Wierde van Dorkwerd                                               | Archeologisch monument   |                                                                 |           | Hogeweg/ Zijlvesterweg | 53° 15' 1" NB, 6° 30' 44" OL  | 45617 | Wierde van Dorkwerd |
| Wierde                                                            | Archeologisch monument   | middeleeuwen                                                    |           | Hogeweg                | 53° 14' 19" NB, 6° 31' 15" OL | 45621 | Wierde              |

## Engelbert
De plaats Engelbert telt 1 inschrijving in het rijksmonumentenregister.
| Object         | Oorspronkelijke functie? | Bouwjaar                                                 | Architect | Locatie           | Coördinaten?                  | Nr.?  | Afbeelding        |
| -------------- | ------------------------ | -------------------------------------------------------- | --------- | ----------------- | ----------------------------- | ----- | ----------------- |
| Hervormde kerk | Kerk en kerkonderdeel    | mog. 13e/14e eeuw ca. 1779 (herst.) 1904 (bepleistering) |           | Engelberterweg 39 | 53° 12' 32" NB, 6° 38' 51" OL | 18761 | Meer afbeeldingen |

## Garmerwolde
De plaats Garmerwolde telt 3 inschrijvingen in het rijksmonumentenregister.
| Object                               | Oorspronkelijke functie?  | Bouwjaar                                                                   | Architect     | Locatie     | Coördinaten?                  | Nr.? | Afbeelding        |
| ------------------------------------ | ------------------------- | -------------------------------------------------------------------------- | ------------- | ----------- | ----------------------------- | ---- | ----------------- |
| Hervormde kerk met vrijstaande toren | Kerk en kerkonderdeel     | 1250-1275 (kerk en toren) 1859 (sloop schip) 1886 (verb.) 1941-'43 (rest.) |               | Dorpsweg 69 | 53° 14' 53" NB, 6° 38' 52" OL | 9780 | Meer afbeeldingen |
| Drie kalkovens                       | Industrie                 | 1876 1976 (verb.)                                                          |               | Rijksweg 23 | 53° 15' 22" NB, 6° 40' 20" OL | 9781 | Meer afbeeldingen |
| Langelandstermolen                   | Industrie- en poldermolen | 1829 1988 (rest.)                                                          | G.D. van Dijk | Lageweg 22a | 53° 15' 35" NB, 6° 39' 11" OL | 9782 | Meer afbeeldingen |

## Glimmen
De plaats Glimmen telt 23 inschrijvingen in het rijksmonumentenregister. Zie de Lijst van rijksmonumenten in Glimmen voor een overzicht.

## Groningen
De plaats Groningen telt 660 inschrijvingen in het rijksmonumentenregister. Voor een overzicht zie de Lijst van rijksmonumenten in Groningen (stad) en de Lijst van rijksmonumenten in Groningen (stad)/Binnenstad. 

## Haren
De plaats Haren telt 70 inschrijvingen in het rijksmonumentenregister. Zie de Lijst van rijksmonumenten in Haren voor een overzicht. 

## Hoogkerk
De plaats Hoogkerk telt 3 inschrijvingen in het rijksmonumentenregister.
| Object                        | Oorspronkelijke functie?  | Bouwjaar                                   | Architect                                         | Locatie                | Coördinaten?                 | Nr.?  | Afbeelding                    |
| ----------------------------- | ------------------------- | ------------------------------------------ | ------------------------------------------------- | ---------------------- | ---------------------------- | ----- | ----------------------------- |
| Woning met aangebouwde schuur | Boerderij                 |                                            |                                                   | Aduarderdiepsterweg 10 | 53° 13' 1" NB, 6° 29' 6" OL  | 18748 | Woning met aangebouwde schuur |
| Hervormde kerk                | Kerk en kerkonderdeel     | 13e eeuw 1835 (dakruiter) 1962-'67 (rest.) |                                                   | Hoendiep 210           | 53° 12' 59" NB, 6° 30' 4" OL | 18750 | Meer afbeeldingen             |
| Zuidwendinger Molen           | Industrie- en poldermolen | 1819 1949 (herst.) 1987 (rest.)            | L.B. Woldring en B.E. & J.E. Sonius Bremer (1949) | Hoendiep 335           | 53° 12' 47" NB, 6° 28' 3" OL | 18751 | Meer afbeeldingen             |

## Leegkerk
De plaats Leegkerk telt 19 inschrijvingen in het rijksmonumentenregister. Zie de Lijst van rijksmonumenten in Leegkerk voor een overzicht.

## Lellens
De plaats Lellens telt 3 inschrijvingen in het rijksmonumentenregister.
| Object                                   | Oorspronkelijke functie?  | Bouwjaar                                                | Architect | Locatie       | Coördinaten?                 | Nr.? | Afbeelding        |
| ---------------------------------------- | ------------------------- | ------------------------------------------------------- | --------- | ------------- | ---------------------------- | ---- | ----------------- |
| Schathuis van het voorm. Huis te Lellens | Bijgebouwen kastelen enz. | 1687                                                    |           | Borgweg 15    | 53° 18' 1" NB, 6° 42' 30" OL | 9783 | Meer afbeeldingen |
| Hervormde kerk                           | Kerk en kerkonderdeel     | 1667                                                    |           | Borgweg 21    | 53° 18' 6" NB, 6° 42' 33" OL | 9784 | Meer afbeeldingen |
| Dinghweer                                | Boerderij                 | 1662 begin 19e eeuw (tweede schuur) ca. 1860 (voorhuis) |           | Hemerterweg 2 | 53° 18' 17" NB, 6° 43' 6" OL | 9785 | Meer afbeeldingen |

## Middelbert
De plaats Middelbert telt 2 inschrijvingen in het rijksmonumentenregister.
| Object                                  | Oorspronkelijke functie? | Bouwjaar                                                                          | Architect | Locatie            | Coördinaten?                  | Nr.?   | Afbeelding         |
| --------------------------------------- | ------------------------ | --------------------------------------------------------------------------------- | --------- | ------------------ | ----------------------------- | ------ | ------------------ |
| Hervormde kerk met toren (Martinuskerk) | Kerk en kerkonderdeel    | waarsch. 1200-1250 (schip) 1731 (herst., dakruiter) 1905 (verb.) 1975-'77 (rest.) |           | Middelberterweg 13 | 53° 13' 21" NB, 6° 38' 12" OL | 18758  | Meer afbeeldingen  |
| Hervormde pastorie                      | Kerkelijke dienstwoning  | 1744 ca. 1880 (verb.) ca. 1900 (verb.)                                            |           | Middelberterweg 30 | 53° 13' 21" NB, 6° 38' 8" OL  | 484095 | Hervormde pastorie |

## Noorddijk
De plaats Noorddijk telt 11 inschrijvingen in het rijksmonumentenregister.
| Object                                          | Oorspronkelijke functie?  | Bouwjaar                                                                                                 | Architect | Locatie               | Coördinaten?                  | Nr.?   | Afbeelding        |
| ----------------------------------------------- | ------------------------- | --- | --------- | --------------------- | ----------------------------- | ------ | ----------------- |
| Noordermolen                                    | Industrie- en poldermolen | 1888 1958 (herst.) 1980 (rest.)                                                                          | J. Lubsen | Noorddijkerweg 6      | 53° 14' 54" NB, 6° 38' 11" OL | 18759  | Meer afbeeldingen |
| Hervormde kerk (Stephanuskerk)                  | Kerk en kerkonderdeel     | ca. 1250 (schip) ca. 1550 (uitbr.) 1648 (toren) 1735 (herst. toren) 1843 (herst. toren) 1995-'97 (rest.) |           | Noorddijkerweg 14     | 53° 14' 39" NB, 6° 37' 40" OL | 18760  | Meer afbeeldingen |
| Terrein met overblijfselen van de borg Ulgersma | Archeologisch monument    | middeleeuwen                                                                                             |           | Beneluxweg            | 53° 14' 21" NB, 6° 35' 15" OL | 45599  | Upload foto       |
| Lindenhoeve                                     | Boerderij                 | 1810 (schuur)                                                                                            |           | Noorddijkerweg 22     | 53° 14' 28" NB, 6° 37' 49" OL | 484088 | Meer afbeeldingen |
| Boerderij De Rollen                             | Boerderij                 | 1798 |           | Noorddijkerweg 32     | 53° 14' 7" NB, 6° 38' 1" OL   | 484103 | Meer afbeeldingen |
| De Rollen, erf binnen omgrachting               | Boerderij                 | |           | bij Noorddijkerweg 32 | 53° 14' 7" NB, 6° 37' 60" OL  | 529488 | Meer afbeeldingen |
| De Rollen, stookhut                             | Boerderij                 | |           | bij Noorddijkerweg 32 | 53° 14' 7" NB, 6° 37' 60" OL  | 529489 | Meer afbeeldingen |
| De Rollen, brug                                 | Boerderij                 | |           | bij Noorddijkerweg 32 | 53° 14' 7" NB, 6° 37' 60" OL  | 529490 | De Rollen, brug   |
| De Rollen, vier hekpijlers                      | Boerderij                 | |           | bij Noorddijkerweg 32 | 53° 14' 7" NB, 6° 37' 60" OL  | 529491 | Meer afbeeldingen |
| De Rollen, twee houten hekken                   | Boerderij                 | |           | bij Noorddijkerweg 32 | 53° 14' 7" NB, 6° 37' 60" OL  | 529492 | Meer afbeeldingen |
| De Rollen, gracht                               | Boerderij                 | |           | bij Noorddijkerweg 32 | 53° 14' 7" NB, 6° 37' 60" OL  | 529493 | Meer afbeeldingen |

## Noorderhoogebrug
De plaats Noorderhoogebrug telt 1 inschrijving in het rijksmonumentenregister.
| Object                | Oorspronkelijke functie?  | Bouwjaar                                          | Architect                            | Locatie       | Coördinaten?                 | Nr.?  | Afbeelding        |
| --------------------- | ------------------------- | ------------------------------------------------- | ------------------------------------ | ------------- | ---------------------------- | ----- | ----------------- |
| Wilhelmina (De Leeuw) | Industrie- en poldermolen | 1907 1963 (herst.) 1967 (herst.) 1980-'81 (rest.) | J. Wiertsema & Zn. Doornbosch (1967) | Molenstreek 1 | 53° 14' 34" NB, 6° 34' 7" OL | 18762 | Meer afbeeldingen |

## Noordlaren
De plaats Noordlaren telt 13 inschrijvingen in het rijksmonumentenregister. Zie de Lijst van rijksmonumenten in Noordlaren voor een overzicht.

## Onnen
De plaats Onnen telt 11 inschrijvingen in het rijksmonumentenregister. Zie de Lijst van rijksmonumenten in Onnen voor een overzicht.

## Sint-Annen
De plaats Sint-Annen telt 1 inschrijving in het rijksmonumentenregister.
| Object                                             | Oorspronkelijke functie? | Bouwjaar | Architect | Locatie        | Coördinaten?                 | Nr.? | Afbeelding  |
| -------------------------------------------------- | ------------------------ | -------- | --------- | -------------- | ---------------------------- | ---- | ----------- |
| Kop-hals-rompboerderij met woonhuis onder zadeldak | Boerderij                |          |           | Boersterweg 26 | 53° 17' 43" NB, 6° 41' 5" OL | 9789 | Upload foto |

## Ten Boer
De plaats Ten Boer telt 12 inschrijvingen in het rijksmonumentenregister. Zie de Lijst van rijksmonumenten in Ten Boer (plaats) voor een overzicht.

## Ten Post
De plaats Ten Post telt 8 inschrijvingen in het rijksmonumentenregister. Zie de Lijst van rijksmonumenten in Ten Post voor een overzicht.

## Thesinge
De plaats Thesinge telt 7 inschrijvingen in het rijksmonumentenregister.
| Object                                                                                              | Oorspronkelijke functie?  | Bouwjaar                                                     | Architect | Locatie           | Coördinaten?                  | Nr.?   | Afbeelding                                                                 |
| --------------------------------------------------------------------------------------------------- | ------------------------- | ------------------------------------------------------------ | --------- | ----------------- | ----------------------------- | ------ | -------------------------------------------------------------------------- |
| Kop-hals-rompboerderij met fors onderkelderd voorhuis                                               | Boerderij                 | oorspr. mog. 18e-eeuws                                       |           | Bovenrijgerweg 10 | 53° 16' 19" NB, 6° 39' 50" OL | 9791   | Meer afbeeldingen                                                          |
| Boerderij met voorhuis onder zadeldak met wolfseind en rietgedekte schuren                          | Boerderij                 | oorspr. mog. 18e-eeuws                                       |           | Bovenrijgerweg 12 | 53° 16' 22" NB, 6° 39' 49" OL | 9792   | Boerderij met voorhuis onder zadeldak met wolfseind en rietgedekte schuren |
| Kop-hals-rompboerderij met voorhuis tussen topgevels, aangebouwde bijschuur en vrijstaand bakhuisje | Boerderij                 | 1800-1850 1850-1875 (bakhuisje) 19e eeuw (bijschuur)         |           | Bovenrijgerweg 19 | 53° 16' 9" NB, 6° 40' 0" OL   | 9794   | Meer afbeeldingen                                                          |
| Hervormde kerk (Kloosterkerk)                                                                       | Kerk en kerkonderdeel     | 1250-1300 1786 (verb.) 1972-'73 (rest.)                      |           | Kapelstraat 2     | 53° 16' 4" NB, 6° 38' 59" OL  | 9795   | Meer afbeeldingen                                                          |
| Germania                                                                                            | Industrie- en poldermolen | 1825 1852 (verb.) 1973 (rest.) 2005 (rest.) 2009-'10 (rest.) |           | Molenweg 11       | 53° 16' 9" NB, 6° 39' 10" OL  | 9796   | Meer afbeeldingen                                                          |
| Terrein met overblijfselen van het voormalige benedictijner nonnenklooster Germania                 | Archeologisch monument    | middeleeuwen                                                 |           | Bakkerstraat      | 53° 16' 8" NB, 6° 39' 4" OL   | 45730  | Upload foto                                                                |
| Gereformeerde kerk                                                                                  | Kerk en kerkonderdeel     | 1876                                                         | H. Kluin  | Kerkstraat 7      | 53° 16' 3" NB, 6° 39' 6" OL   | 515513 | Meer afbeeldingen                                                          |

## Winneweer
De plaats Winneweer telt 3 inschrijvingen in het rijksmonumentenregister.
| Object                                               | Oorspronkelijke functie? | Bouwjaar                                          | Architect | Locatie          | Coördinaten?                  | Nr.?   | Afbeelding                                           |
| ---------------------------------------------------- | ------------------------ | ------------------------------------------------- | --------- | ---------------- | ----------------------------- | ------ | ---------------------------------------------------- |
| Terrein met resten van de Tammingaborg               | Archeologisch monument   | middeleeuwen                                      |           | bij Rijksweg 241 | 53° 18' 27" NB, 6° 44' 4" OL  | 45725  | Terrein met resten van de Tammingaborg               |
| Voorm. directeurswoning stoomhoutzagerij             | Woonhuis                 | 1853 waarsch. ca. 1900 (serre) 1930-1939 (uitbr.) |           | Stadsweg 86      | 53° 18' 38" NB, 6° 44' 37" OL | 508672 | Voorm. directeurswoning stoomhoutzagerij             |
| Villa in eclectische stijl met aangebouwd achterhuis | Woonhuis                 | ca. 1893 1955 (verb.)                             |           | Rijksweg 277     | 53° 18' 40" NB, 6° 44' 35" OL | 508673 | Villa in eclectische stijl met aangebouwd achterhuis |

## Wittewierum
De plaats Wittewierum telt 2 inschrijvingen in het rijksmonumentenregister.
| Object                                                         | Oorspronkelijke functie? | Bouwjaar                       | Architect | Locatie    | Coördinaten?                  | Nr.?   | Afbeelding                                                     |
| -------------------------------------------------------------- | ------------------------ | ------------------------------ | --------- | ---------- | ----------------------------- | ------ | -------------------------------------------------------------- |
| Terrein met een wierde en overblijfselen van Klooster Bloemhof | Archeologisch monument   | ca. begin jaartelling (wierde) |           | Woldjerweg | 53° 17' 12" NB, 6° 44' 57" OL | 45728  | Terrein met een wierde en overblijfselen van Klooster Bloemhof |
| Hervormde kerk                                                 | Kerk en kerkonderdeel    | 1863                           |           | Kerkhorn 4 | 53° 17' 14" NB, 6° 44' 53" OL | 353775 | Meer afbeeldingen                                              |

## Woltersum
De plaats Woltersum telt 4 inschrijvingen in het rijksmonumentenregister.
| Object                        | Oorspronkelijke functie?  | Bouwjaar                                   | Architect                                            | Locatie        | Coördinaten?                  | Nr.?   | Afbeelding                    |
| ----------------------------- | ------------------------- | ------------------------------------------ | ---------------------------------------------------- | -------------- | ----------------------------- | ------ | ----------------------------- |
| Hervormde kerk                | Kerk en kerkonderdeel     | 1765 (herb.) 1837-'38 (uitbr. kerk, toren) | P. Kuipers (1837-'38)                                | Kerkpad 4      | 53° 16' 15" NB, 6° 43' 50" OL | 9798   | Meer afbeeldingen             |
| Fram                          | Industrie- en poldermolen | 1867 1960-'61 (rest.) 1975-'80 (rest.)     | Dreise en Ritsema Doornbosch en Schuitema (1960-'61) | Kollerijweg 5  | 53° 16' 13" NB, 6° 44' 2" OL  | 9799   | Meer afbeeldingen             |
| Terrein met een wierde        | Archeologisch monument    | ca. begin jaartelling                      |                                                      | Kerkpad        | 53° 16' 14" NB, 6° 43' 49" OL | 45729  | Upload foto                   |
| Balkbrug over het Lustigemaar | Brug                      | 1903 1929 (herb.)                          |                                                      | bij Hoofdweg 1 | 53° 16' 18" NB, 6° 43' 60" OL | 508675 | Balkbrug over het Lustigemaar |